# Brooke Astor
Brooke Astor, geboren als Roberta Brooke Russell (Portsmouth (New Hampshire), 30 maart 1902 – Briarcliff Manor (New York), 13 augustus 2007) was een Amerikaans filantroop en society-koningin.
Brooke Russell was de dochter van een officier bij het United States Marine Corps. Ze groeide op in Washington D.C.. Ze was drie keer getrouwd, achtereenvolgens met politicus John Dryden Kuser (1919-1930), effectenmakelaar Buddy Marshall (1932-1952) en zakenman Vincent Astor (1952-1959). Het eerste huwelijk eindigde in een scheiding, het tweede en derde huwelijk met het overlijden van de echtgenoot.
In de jaren 30 schreef Astor voor het modemagazine Vogue en leerde ze het New Yorkse societyleven kennen. In de Tweede Wereldoorlog werkte ze als vrijwilliger in een militair hospitaal in New York. De dood van haar derde echtgenoot, telg uit een familie van vastgoedhandelaren en zoon van John Jacob Astor IV, maakte Astor, die voor dat huwelijk al niet onbemiddeld was, schatrijk. Ze erfde zestig miljoen dollar en kreeg als beheerder de zeggenschap over de Vincent Astor Foundation, goed voor nog eens 67 miljoen dollar.
Het geld uit de foundation werd voornamelijk in New Yorkse goede doelen gestoken, van het Metropolitan Museum of Art, de New York Public Library en de Bronx Zoo tot kleine projecten voor daklozen en arme kinderen in The Bronx of Harlem. Vrijwel altijd bezocht ze zelf de projecten en instellingen die door haar werden ondersteund. 's Avonds liet ze zich zien in het uitgaansleven van de stad of organiseerde ze bijeenkomsten voor haar vrienden. Ze ging onder meer om met de Reagans, had goede contacten binnen de families Kennedy en Rockefeller en was bevriend met Henry Kissinger. In 2002 organiseerde David Rockefeller een groot feest ter ere van de honderdste verjaardag van Astor. Dit was tevens een van de laatste keren dat de grand dame zich in het openbaar liet zien.
In 2006 kwam ze in het nieuws toen haar kleinzoon Philip Cryan Marshall een klacht indiende tegen zijn vader, haar enige kind Anthony Dryden Marshall, geboren uit haar eerste huwelijk. Deze zou zijn dementerende moeder ernstig verwaarlozen en zou tegelijkertijd zichzelf een tegemoetkoming van 2,3 miljoen dollar per jaar hebben toegekend voor het beheren van het familiekapitaal. Tevens wordt vermoed dat hij met een valse handtekening tweemaal het testament van zijn moeder liet wijzigen ten gunste van zichzelf.
Brooke stierf op 13 augustus 2007 op 105-jarige leeftijd aan longontsteking in haar huis in Briarcliff Manor, New York.